# NGC 6241
NGC 6241 (również PGC 59085) – galaktyka spiralna (Sc), znajdująca się w gwiazdozbiorze Herkulesa. Odkrył ją William Herschel 29 kwietnia 1788 roku.